# Hurriyya Sports Club
O Hurriyya Sports Club é um clube de futebol com sede em Malé, Maldivas. A equipe compete no Campeonato Maldivo de Futebol.

## História
O clube foi fundado em 1988.